# Tankred von Lecce

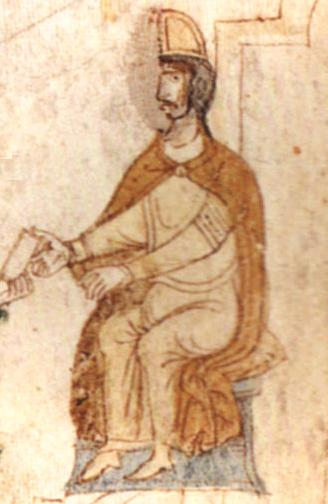
Tankred von Lecce – Darstellung aus dem Liber ad honorem Augusti, Bern, Burgerbibl., Cod. 120 II von 1196, fol. 101r

Tankred von Lecce (auch Tankred von Sizilien, * um 1138 in Lecce; † 20. Februar 1194 in Palermo) war von 1149 bis 1161 und von 1169 bis 1194 Graf von Lecce und von 1190 bis 1194 König von Sizilien.

## Abstammung und Familie
Tankred war ein unehelicher Sohn des Herzogs Roger III. von Apulien aus dem Hause Hauteville und einer Tochter des Grafen Accardo II. von Lecce, deren Name nicht überliefert ist. Tankred war der Enkel von König Roger II. und stammte somit aus dem normannischen Königshaus. 
Von Tankred ist überliefert, dass er körperlich von kleiner Statur war, was in der stauferfreundlichen Bildchronik des Petrus de Ebulo karikiert wird. Der medizinisch gebildete Petrus trägt zur Erklärung die verunglimpfende Theorie vor, Tankred sei eine Missgeburt, die ohne Beteiligung des angeblichen Vaters, des Herzogs Roger III. von Apulien, durch Parthenogenese gezeugt worden sei, da die nicht standesgemäße Verbindung Rogers zur Abstoßung des männlichen Samens geführt habe. Das Vorkommen solcher Missgeburten wird unter Berufung auf den Arzt Urso von Salerno anhand von Schafen demonstriert.
Tankred war mit Sibylle von Medania-Aquino, der Tochter des Grafen Rainald I. von Aquino und der Caecilia von Medania verheiratet. Sie hatten insgesamt fünf Kinder: 
1. Roger III. von Sizilien (* 1175, † 1193)
2. Wilhelm III. von Sizilien († 1198?)
3. Maria Elvira (* nach 1185, † nach 1216), ehelichte 1199/1200 Walter III. von Brienne
4. Valdrada, ehelichte den venezianischen Dogen Jacopo Tiepolo
5. Konstanze (ehelichte 1213 Pietro Ziani, Doge von Venedig; † nach 1231)
6. Mandonia oder Medania († 1256/1257 in Venedig)

## Leben
Tankred wurde nach dem Tod seines Vaters im Jahre 1149, der ihm den Titel des Grafen von Lecce vererbte, am Hof Rogers II. in Palermo erzogen. Nach einer misslungenen Verschwörung gegen den sizilischen König Wilhelm I. flüchtete Tankred 1156 nach Konstantinopel, kehrte aber später zurück. Im Jahre 1161 wurde Tankred wegen einer erneuten Verschwörung gegen Wilhelm I. verbannt, bis er nach dessen Tod begnadigt und erneut zum Grafen von Lecce und zum Feldmarschall und Oberjustiziar von Apulien und Kampanien ernannt wurde. 
1174 befehligte Tankred eine normannische Flotte von 284 Schiffen und ein Heer von angeblich 30.000 Mann in einem Angriff gegen Ägypten, der im Jahr zuvor mit dem König von Jerusalem Amalrich I. vereinbart worden war. Der Tod Amalrichs ließ das Unternehmen jedoch scheitern. 1177 kommandierte er mit Roger von Andria ein Landheer, das Sizilien gegen die unter dem Kommando des Erzbischofs Christian von Mainz stehenden staufischen Truppen verteidigte. Die Normannen erlitten dabei bei Carsoli eine Niederlage. 
Tankred befehligte 1185 im Auftrag Wilhelms II. eine normannische Flotte gegen Thessaloniki und Konstantinopel, um dort Alexios Komnenos mit normannischer Hilfe an die Macht zu bringen. Auch dieses Unternehmen scheiterte.

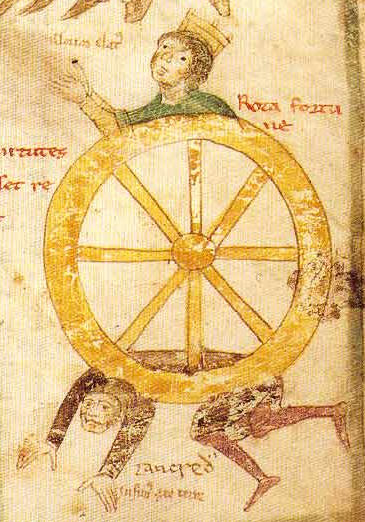
Tankred von Lecce unter dem Rad der Fortuna während sein Rivale Kaiser Heinrich VI. triumphiert. – Darstellung aus dem Liber ad honorem Augusti, Bern, Burgerbibl., Cod 120 II von 1196, fol. 146r. mit dem begleitenden Distichon:
Glorior elatus, descendo minorificatus, infimus axe teror, rursus in alta feror.
Emporgehoben rühme ich mich, erniedrigt steige ich hinab,
zuunterst werde ich vom Rad zerdrückt und erneut werde ich in die Höhe getragen.

Im Königreich Sizilien galt für die Thronfolge das Erbrecht. Demzufolge erkannte der kinderlose König Wilhelm II. die Erbberechtigung seiner Tante Konstanze an, der Tochter Rogers II., die seit 1186 mit dem deutschen Thronfolger Heinrich VI. verheiratet war. Dennoch ließ sich Tankred im Dezember 1189 mit ausdrücklicher Unterstützung von Papst Clemens III. von einer stauferfeindlichen Partei auf Betreiben des Vizekanzlers Matheus zum König von Sizilien wählen. Am 18. Januar 1190 wurde er von Erzbischof Walter von Palermo gekrönt.
Der Usurpator Tankred erwies sich als geschickter Herrscher. Die an der Legitimität von Konstanzes Erbansprüchen festhaltenden festländischen sizilischen Barone um Roger von Andria konnte er überwältigen. Mit Richard Löwenherz konnte er Ende 1190 ein kurzfristiges Militärbündnis abschließen. Der Versuch Kaiser Heinrichs VI., seine und seiner Gattin Ansprüche auf das sizilische Erbe militärisch durchzusetzen, scheiterte 1191 vor Neapel infolge des Ausbruchs einer Seuche im kaiserlichen Belagerungsheer. In diesem Kampf um die Herrschaft im Königreich Sizilien geriet die Kaiserin Konstanze durch den Verrat der Bürger von Salerno in Tankreds Gefangenschaft. Durch päpstliche Intervention kam sie 1192 wieder frei und kehrte zu ihrem Gatten zurück. Infolge des Scheiterns des Feldzugs von 1191 erkannte der Papst als Lehnsherr des Königreichs Sizilien nunmehr auch formaljuristisch die Usurpation an, indem er mit König Tankred im Sommer 1192 das Konkordat von Gravina abschloss. Dadurch verschärfte sich der Konflikt zwischen Kaiser und Papst um die legitime Herrschaftsausübung im Königreich nochmals.
1192 ernannte Tankred seinen ältesten Sohn Roger auch zum Mitkönig, um die Herrschaft über Sizilien für seine Familie zu sichern. Dieser starb jedoch bereits Ende 1193. Tankred überlebte seinen Sohn nur um wenige Wochen und starb am 20. Februar 1194. Sein noch unmündiger Sohn Wilhelm III. wurde von Papst Coelestin III. als legitimer Nachfolger im Königreich anerkannt, doch unterlag dieser noch im selben Jahr Heinrich VI., so dass das Königreich Sizilien an das Kaiserpaar fiel. Tankreds Witwe Sibylle wurde nach Aufdeckung einer Verschwörung auf kaiserlichen Befehl in das Kloster Hohenburg auf dem Odilienberg verbannt. Der kleine Wilhelm III. kam auf Burg Alt-Ems der Herren von Ems in Vorarlberg am Bodensee, wo er angeblich geblendet worden sein soll und wohl bald darauf verstarb. Die beiden Töchter Konstanze und Valdrada heirateten die venezianischen Dogen Pietro Ziani bzw. Jacopo Tiepolo.